# 風谷昌彦
風谷 昌彦（かぜたに まさひこ、1954年 - ）は、中小企業診断士、株式会社アズマネジメントコンサルティング代表。 現在、一般社団法人大阪中小企業診断士会理事長。公認不動産コンサルティングマスター等の資格も有する。大阪経済大学中小企業診断士登録養成課程講師。

## 経歴
1954年大阪市生まれ。大阪市立大学大学院経営学研究科修了。不動産会社を経て、1993年独立。センテクス総合開発株式会社代表取締役。
著書に『商業まちづくり・ネットワーク』（共著、ミネルヴァ書房、2005年）などがある。